# Старавински манастир
Старавинският манастир „Свети Атанасий“ (на македонска литературна норма: Старавински манастир „Свети Атанасиј“) е възрожденски манастир край мариовското село Старавина, част от Преспанско-Пелагонийската епархия на Македонската православна църква – Охридска архиепископия.
Старата манастирска църква е издигната на Старавинското тумбе западно от селото в 1860 година. По-късно до нея е изградена нова църква, както и манастирски конаци. От манастира има гледка към цяло Мариово.